# Mala gradina (arheološko nalazište, Studenci)
Mala gradina je arheološko nalazište u Studencima kod Lovreća.

## Opis
Gradina je izduženog oblika i pruža se u pravcu zapad-istok te zauzima plato oko 120 metara i širine 50 – 100 metara. Bedemi su sačuvani na istočnoj i zapadnoj strani do visine od oko 5 – 6 metara. S južne i sjeverne strane nalazi se strmi greben i padine. Ulaz u gradinu je na sjeverozapadnoj strani preko tzv. Bilića gradine. S obzirom na keramičke nalaze gradina je u upotrebi od 9/8. do 4/3. stoljeća pr. Kr.

## Zaštita
Pod oznakom Z-4769 zavedena je kao nepokretno kulturno dobro – pojedinačno, pravna statusa zaštićena kulturnog dobra, klasificirano kao "arheološka baština".